# Maxus D90
O Maxus D90 é um SUV de porte grande, com estrutura no chassi, produzido pela montadora chinesa SAIC Motor (SAIC) sob a submarca Maxus desde outubro de 2017.

## Visão geral
O Maxus D90 foi apresentado pelo conceito SUV Maxus D90 durante o Salão do Automóvel de Pequim de 2016.
O D90 estreou no Salão Internacional do Automóvel de Guangzhou de 2016 em Guangzhou, China. É baseado no chassi da pick-up T60.
O modelo vem com um motor turbo a gasolina 2.0 TGI 20L4E e caixa manual e tiptronic de 6 velocidades. Está disponível em configurações de 5 e 7 lugares e 8 níveis de acabamento. Também vem com 5 grades diferentes chamadas Star Style, Mesh Inlet, Light Black Tri-Grede, Chromium Tri-Gate e a grade Mesh Inlet com o logotipo da Maxus.

### MG Gloster
O MG Gloster é uma versão rebatizada do D90 produzido pela MG Motor India para o mercado indiano.

## Características
| Motorização    | Motorização                           | Motorização  | Motorização      | Motorização           | Motorização                     | Motorização | Motorização |
| Model          | Transmissâo                           | Configuração | Deslocamento     | Potência              | Torque                          | Emissão     | Combustível |
| -------------- | ------------------------------------- | ------------ | ---------------- | --------------------- | ------------------------------- | ----------- | ----------- |
| SAIC 20L4E TGI | 6-marchas manual 6-marchas automático | I4           | 1 995 cc (2,0 L) | Até 210 cv a 5500 rpm | 350 N⋅m (258 lb⋅ft) at 4000 rpm | Euro V      | gasolina    |